# Lee Jurras
Lee E. Jurras (Plant City, Flórida, 27 de julho de 1934 — Columbus, Indiana, 24 de abril de 2017), foi um designer americano de cartuchos, conhecido pela criação da linha Super Vel de cartuchos e desenvolvimentos inovadores em munição de ponta oca.
Jurras começou a fazer recarga manual de cartuchos para obter lucro aos 12 anos e se alistou na United States Marine Corps Reserve aos 17 anos. No final dos anos 1950, ele experimentou balas de rifle torneadas para criar munição de arma de mão jaquetada, inspirado por Jim Harvey.
Em 1963, Jurras fundou a empresa de munições Super Vel em Shelbyville, Indiana. A munição de Jurras utilizava balas leves impulsionadas em alta velocidade para causar sua expansão, mas com pressão baixa o suficiente para armas de fogo típicas. A linha "Super Vel" foi um sucesso, vendendo grandes quantidades de munição de ponta oca para policiais e compradores civis. No entanto, o rápido crescimento da empresa e sua dependência da terceirização de estojos de cartuchos a deixaram vulnerável. Foi ultrapassada por concorrentes e fechou suas portas em 1974.
Jurras continuou seus esforços no desenvolvimento de cartuchos, usando como base a poderosa pistola AutoMag, e mais tarde a pistola conhecida como Thompson/Center Contender da Thompson/Center Arms.
Jurras foi coautor de vários livros sobre armas de fogo com George C. Nonte.
Jurras morreu em 24 de abril de 2017.